# Kittel

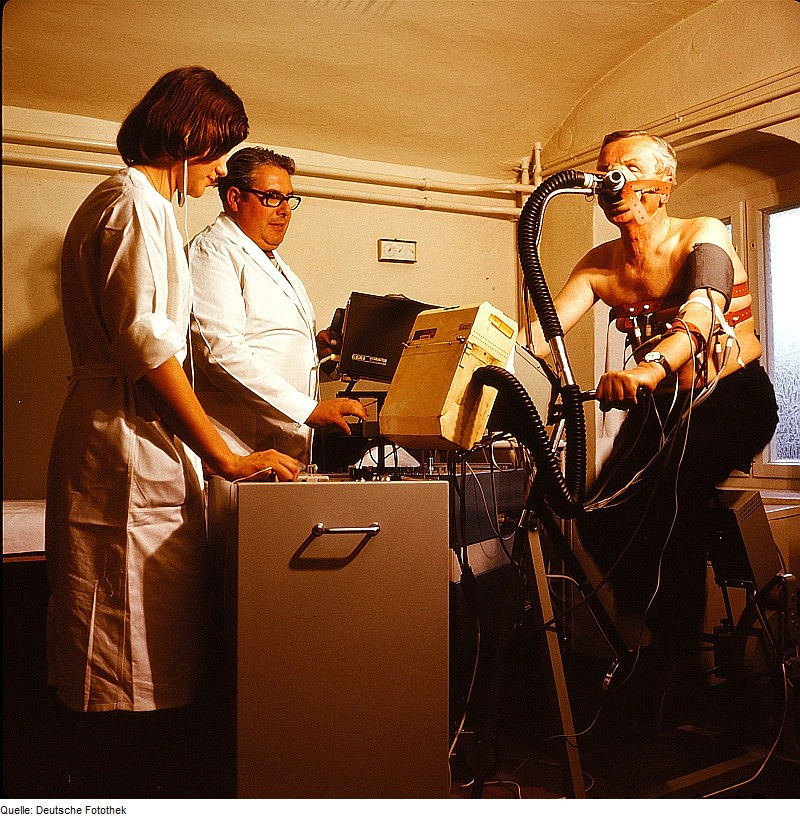
Medizinisches Personal im weißen Kittel bei einer Kreislaufuntersuchung (1975)

Kittel beschreibt ein mantelartiges Kleidungsstück aus leichtem Stoff, das zum Schutz oder aus hygienischen Gründen hauptsächlich bei der Arbeit getragen wird, oder eine weite, hemdartige Bluse, die über Rock oder Hose getragen wird. Im Süddeutschen und in der Schweiz entspricht es einem Jackett sowie im Bairischen und Österreichischen veraltet auch einem Damenrock.
Mit Kittel wurde auch die hüftlange hemdartige Oberbekleidung für Männer aus blauem Leinen bezeichnet, die ehemals von Bauern, Hirten, Fischern, Winzern, Fuhrleuten und Handwerkern in ganz Deutschland und Teilen Westeuropas getragen wurde, auch als Bestandteil der Tracht mit Stickereien.

## Etymologie
Kittel als ‚hemdartiges Oberbekleidungsstück, Arbeitsmantel, Schürze‘, mittelhochdeutsch kitel, kittel für ‚leichtes Oberhemd für Männer und Frauen‘ oder mittelniederdeutsch kēdel, keddel, mittelniederländisch keel, kidel, kēdel ‚weites, kurzes Oberkleid‘, wird meist als Ableitung von einem aus dem Arabischen quṭun ‚Baumwolle‘ (vgl. Kattun) entlehnten Wortes aufgefasst. De Vries sah dagegen eine Verbindung zum Niederländischen kiele ‚Schürze, oberer Teil der Hose‘. Dabei sei eine Bedeutungsentwicklung von ‚keilförmiger Hoseneinsatz‘ über ‚Oberteil der Hose‘ zu ‚Schürze, Kittel‘ vorauszusetzen. Beide Herleitungsversuche sind unsicher und die bis ins 18. Jahrhundert übliche Schreibung Küttel ist als volksetymologisches Deminutivum unter Anlehnung an Kutte aufzufassen.
Im Jiddischen steht der Kittel für einen weißen Übermantel, der von Männern an hohen Feiertagen wie Jom Kippur getragen wird. Auch als Totenhemd wird der Kittel getragen.

## Material
In den 1960er Jahren kam als Material Polyamid (Markenname Nylon) in Gebrauch. Es war billig in der Herstellung und bügelfrei. Nachteilig ist die fehlende Atmungsaktivität. Mit sinkenden Preisen für andere Stoffe kamen andere Materialien (vor allem Baumwolle oder Baumwollmischgewebe) in Gebrauch. Nylonkittel sind daher nahezu vollständig vom Markt verschwunden. Es wird zuweilen noch für Färberschürzen im Friseurhandwerk oder wegen seiner antistatischen Eigenschaften in der Tierpflege oder bestimmten Laborbereichen genutzt. In der DDR nannte man das dort produzierte Polyamid Dederon und fertigte bis zum Untergang des Landes Damenkittel daraus. Auf vielen ostdeutschen Wochenmärkten werden noch Dederonkittel angeboten.

## Berufskleidung
In der Schweiz und im süddeutschen Sprachraum, genauer hauptsächlich im Badischen, Schwäbischen, Unterfränkischen und Pfälzischen, wird der Begriff häufig anstatt Jacke verwendet.
Im sonstigen deutschen Sprachraum ist mit Kittel eher die Berufskleidung wie zum Beispiel Arbeitskittel, u. a. weiße Kittel ehemals für technische Zeichner und Konstrukteure in Technischen Büros, Laborkittel oder Arztkittel gemeint. Er wird sowohl von Frauen als auch Männern getragen, ist häufig aus weißer Baumwolle, kann aber auch farbig und gemustert sein. Im Gesundheitswesen kann alternativ auch ein Kasack getragen werden.
Der Arbeitskittel ist vorne offen und wird meist mit Knöpfen geschlossen, aber es kommen auch Wickelkonstruktionen mit Bändern vor. Es gibt auch Kittel, die vorne geschlossen sind und im Rücken mit Knöpfen geschlossen werden (Rückenschlusskittel). Es gibt hinten geknöpfte Kittel mit durchgehender Knopfleiste und solche, die im oberen Rückenteil mit drei Knöpfen geschlossen werden und im unteren Bereich offen sind. Im medizinischen Bereich waren Rückenschlusskittel mit 3-Knopf-Verschluss bis in die 1970er Jahre weit verbreitet. In der DDR gab es ihn bis in die 1990er Jahre als hinten durchgehend geknöpfte Variante.
Bei Zahntechnikern finden diese Kittel heute noch Verwendung.

## Kittel im Judentum

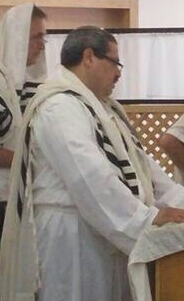
Jüdischer Kittel

Mit dem jiddischen Begriff Kittel (קיטל‎) ist ein weißleinenes Gewand gemeint, das bei religiösen Juden an Feiertagen in der Synagoge oder zu Hause getragen wird. Ergänzt wird der Kittel durch den Tallit (Gebetsschal). Besonders ist es am Versöhnungstag üblich, dass Männer den Kittel tragen. Dieser Brauch basiert auf einem Vers im Buch des Propheten Jesaja: „Wenn eure Sünden rot wie Scharlach sind, wie Schnee sollen sie weiß werden“ (1,18). Es ist im Judentum auch üblich, im Kittel bestattet zu werden. Für den Kittel als Sterbekleid ist auch das Wort „Sargenes“ bekannt.